# محمد نجاریان
محمد نجاریان داریان (زاده ۱۶ فروردین ۱۳۶۸) تدوینگر سینما اهل ایران است. او در سال ۱۳۹۶ برای فیلم عرق سرد برندهٔ سیمرغ بلورین بهترین تدوین از سی و ششمین دورهٔ جشنوارهٔ فیلم فجر شد.

## فیلم شناسی
- عرق سرد (۱۳۹۶)[۲]
- ماجرای نیمروز: رد خون (۱۳۹۷)[۳]
- پالتو شتری (۱۳۹۷)[۴]
- پوست (۱۳۹۷)[۵]
- نبات (۱۳۹۸)[۶]
- درخت گردو (۱۳۹۸)[۷]
- جنگل پرتقال (۱۴۰۲)[۸]

## جوایز و نامزدی‌ها
| سال  | جایزه                             | دسته         | اثر نامزد شده         | نتیجه    | منبع   |
| ---- | --------------------------------- | ------------ | --------------------- | -------- | ------ |
| ۱۳۹۸ | سی و هشتمین جشنواره فیلم فجر      | بهترین تدوین | درخت گردو             | نامزدشده | [ ۹ ]  |
| ۱۳۹۸ | سی و هشتمین جشنواره فیلم فجر      | بهترین تدوین | پوست                  | نامزدشده | [ ۹ ]  |
| ۱۳۹۷ | سی و هفتمین دوره جشنواره فیلم فجر | بهترین تدوین | ماجرای نیمروز: رد خون | نامزدشده | [ ۱۰ ] |
| ۱۳۹۶ | سی و ششمین دوره جشنواره فیلم فجر  | بهترین تدوین | عرق سرد               | برنده    | [ ۱ ]  |